# Гуян
41°01′37″ пн. ш. 110°03′29″ сх. д. / 41.02698° пн. ш. 110.05799° сх. д.
Гуян (кит. 固阳县, пін. Gùyáng Xiàn) — один із повітів КНР у складі префектури Баотоу, Внутрішня Монголія. Адміністративний центр — містечко Цзіньшань.

## Географія
Гуян лежить на висоті понад 1350 метрів над рівнем моря у центрі префектури.

### Клімат
Повіт знаходиться у зоні, котра характеризується кліматом помірних степів. Найтепліший місяць — липень із середньою температурою 21,9 °C. Найхолодніший місяць — січень, із середньою температурою -13,6 °С.
| Клімат повіту Гуян      | Клімат повіту Гуян | Клімат повіту Гуян | Клімат повіту Гуян | Клімат повіту Гуян | Клімат повіту Гуян | Клімат повіту Гуян | Клімат повіту Гуян | Клімат повіту Гуян | Клімат повіту Гуян | Клімат повіту Гуян | Клімат повіту Гуян | Клімат повіту Гуян | Клімат повіту Гуян |
| Показник                | Січ.               | Лют.               | Бер.               | Квіт.              | Трав.              | Черв.              | Лип.               | Серп.              | Вер.               | Жовт.              | Лист.              | Груд.              | Рік                |
| Середній максимум, °C   | −5,4               | −0,9               | 6                  | 14,8               | 21,6               | 26,5               | 28,1               | 25,7               | 20,8               | 13,2               | 3,6                | −3,9               | 12,5               |
| Середня температура, °C | −13,6              | −8,9               | −1,6               | 7,2                | 14,6               | 19,8               | 21,9               | 19,4               | 13,8               | 5,8                | −4                 | −11,4              | 5,3                |
| Середній мінімум, °C    | −19,4              | −15,1              | −8,1               | −0,2               | 6,9                | 12,5               | 15,5               | 13,5               | 7,5                | −0,2               | −9,5               | −16,8              | −1,1               |
| Норма опадів, мм        | 2                  | 3.5                | 7                  | 8                  | 28.4               | 32.9               | 76.7               | 74.5               | 37.9               | 14.2               | 3.2                | 2.8                | 291.1              |
| Вологість повітря, %    | 61                 | 53                 | 44                 | 36                 | 37                 | 43                 | 54                 | 61                 | 56                 | 54                 | 55                 | 60                 | 51.1               |
| ----------------------- | ------------------ | ------------------ | ------------------ | ------------------ | ------------------ | ------------------ | ------------------ | ------------------ | ------------------ | ------------------ | ------------------ | ------------------ | ------------------ |
| Джерело: data.cma.cn    |                    |                    |                    |                    |                    |                    |                    |                    |                    |                    |                    |                    |                    |